# Pont Vittorio Emanuele II
Le Pont Vittorio Emanuele II est un pont traversant le Tibre, à Rome.
Construit en 1886 par l'architecte Ennio De Rossi, sa construction est retardée, et il n'est finalement inauguré qu'en 1911. Le pont relie le centre historique de Rome (via le Corso Vittorio Emanuele dont le pont suit l'axe et la place Pasquale Paoli) au rione Borgo et la Cité du Vatican. Il est situé à proximité des quelques vestiges de l'époque romaine du Pons Neronianus.

## Description
Le pont, qui rend hommage par son nom au roi Victor-Emmanuel II d'Italie, est constitué de trois arches enjambant une distance de 108 mètres. Il est orné aux extrémités de hauts socles soutenant des statues de Victoires ailées. Chacun des piliers massifs est orné de groupes sculpturaux allégoriques en travertin.

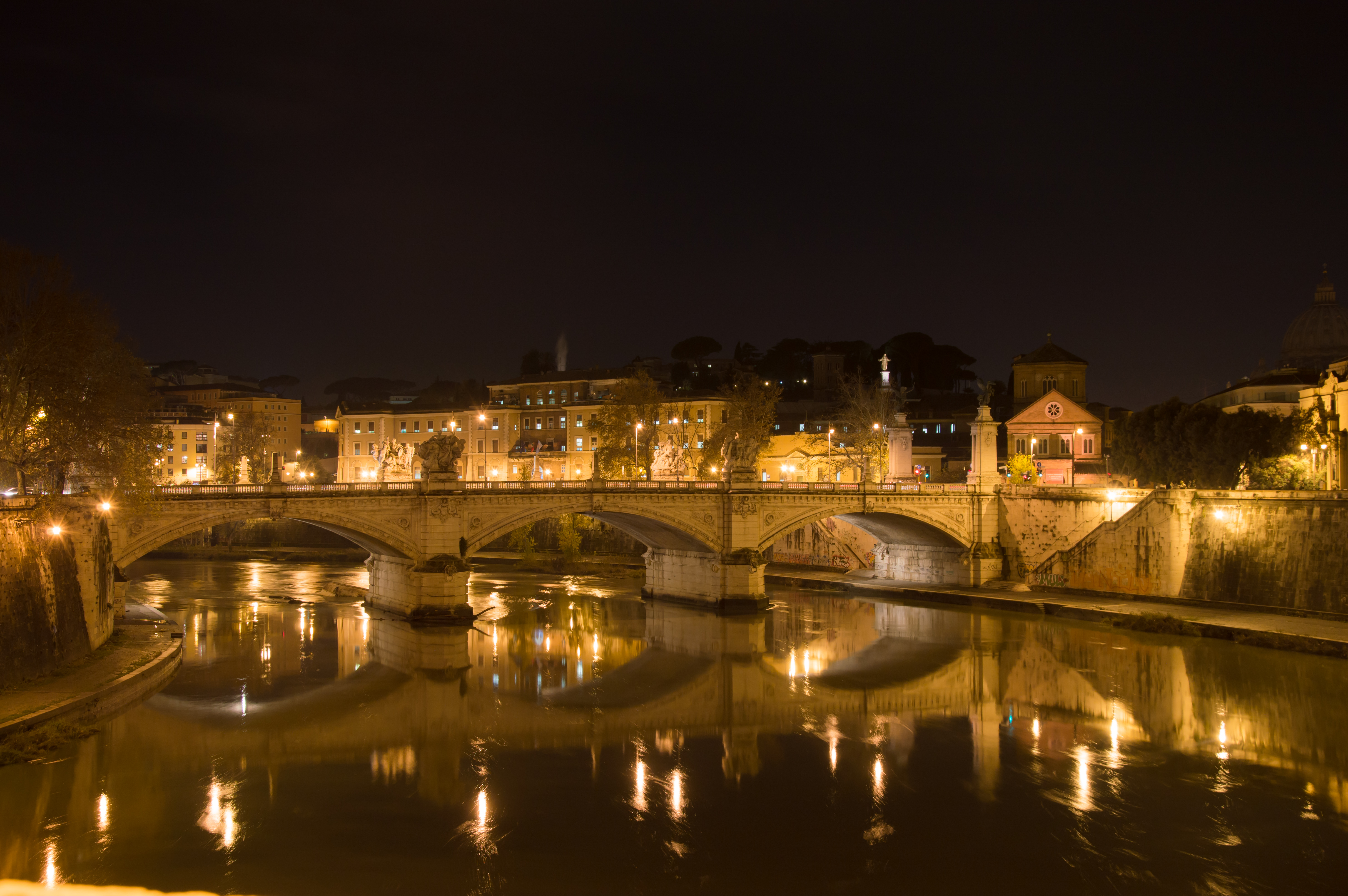
Le pont de nuit.
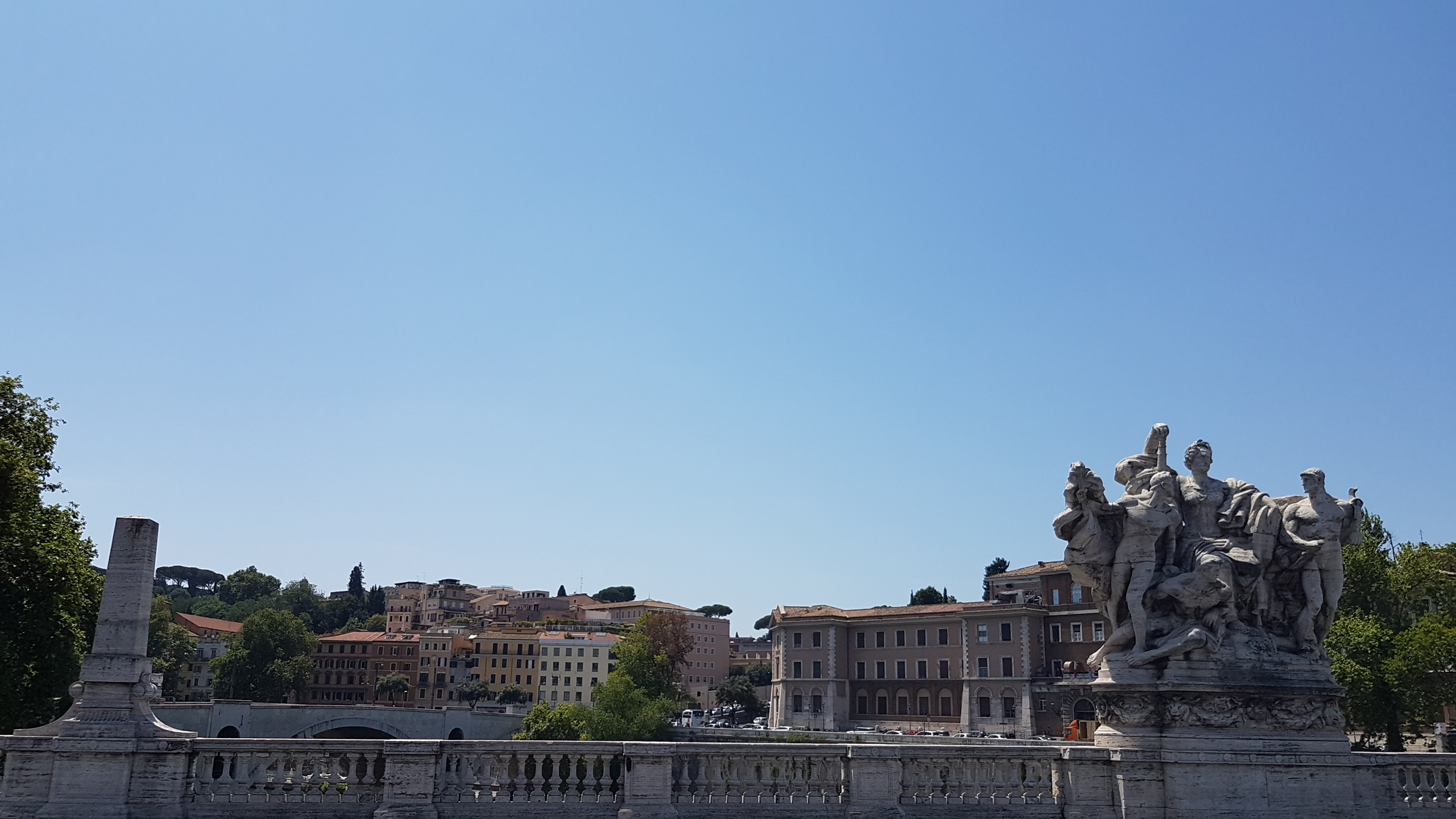
Groupes sculpturaux.